# Catherine Duchemin
Catherine Duchemin (12 de noviembre de 1630 - 21 de septiembre de 1698) fue una pintora francesa de flores y frutas.
Nació en París como hija del escultor Jaques Duchemin y Elizabeth Hubault.  Se casó con el escultor François Girardon en 1657 y el 14 de abril de 1663 fue recibida en la Academia como la primera dama a la que se le había conferido este honor.
Su pieza de recepción fue un bodegón de flores. Su retrato fue pintado por Sébastien Bourdon, cuyo retrato también pintó. El retrato de ella de Bourdon se mostró en la Exposición Universal de París de 1878, "Les Portraits nationaux", en el Palais du Trocadéro.
Tuvo alrededor de 10 hijos, lo que probablemente afectó su productividad como pintora. Murió en París.